# Distylium stellare
Distylium stellare là một loài thực vật có hoa trong họ Hamamelidaceae. Loài này được Kuntze miêu tả khoa học đầu tiên năm 1891.